# Сьенега-де-лос-Кабальос
Сьенега-де-лос-Кабальос (исп. Ciénega de los Caballos) — посёлок в восточной части Мексики, на территории штата Веракрус. Входит в состав муниципалитета Акула.

## Географическое положение
Сьенега-де-лос-Кабальос расположен на юге центральной части штата, к западу от реки Акула, на расстоянии приблизительно 156 километров к юго-востоку от города Халапа-Энрикеса, административного центра штата. Абсолютная высота — 10 метров над уровнем моря.

## Население
Согласно данным, полученным в ходе проведения официальной переписи населения 2005 года, в посёлке проживало 162 человека (89 мужчин и 73 женщины). Насчитывалось 44 дома. По возрастному диапазону население распределилось следующим образом: 34 % — жители младше 18 лет, 51,2 % — между 18 и 59 годами и 14,8 % — в возрасте 60 лет и старше. Уровень грамотности среди жителей старше 15 лет составлял 76,5 %.
По данным переписи 2010 года, численность населения Сьенега-де-лос-Кабальоса составляла 290 человек. Динамика численности населения посёлка по годам:
| 2000 | 2005 | 2010 |
| ---- | ---- | ---- |
| 184  | 162  | 290  |